# 因赫尼奧區
因赫尼奧區（西班牙語：Distrito de Ingenio），是秘魯的一個區，位於該國中部胡寧大區的萬卡約省，始建於1955年6月10日，面積53.29平方公里，海拔高度3,460米，2005年人口2,807，人口密度每平方公里53人。